# 동차함수
동차함수(homogeneous function)는 모든 독립변수를 {\displaystyle \lambda }배 증가시켰을 때 종속변수가 {\displaystyle \lambda ^{r}}배 만큼 증가하는 함수를 의미한다. 즉, 벡터 v에 대해 다음을 만족하는 함수를 r차 동차함수(homogeneous of degree r)라 한다. 다음과 같이 나타낼 수 있다.
{\displaystyle f(\lambda v)=\lambda ^{r}f(v)}
이것이 정확히 무엇을 나타내는지 다음의 예를 통해서 살펴보자.

### 예시
모든 실수 {\displaystyle x}에 대하여 정의되는 함수 {\displaystyle f(x)}가 다음과 같다고 하자.
{\displaystyle f(x)=x^{2}}
이 함수는 모든 실수 {\displaystyle \lambda }에 대하여 다음을 만족시킨다.
{\displaystyle f(\lambda x)=(\lambda x)^{2}=\lambda ^{2}x^{2}}
따라서 주어진 함수는 2차 동차함수이다.
만약 주어진 함수가 가장 기본적인 1차 함수라면 다음과 같다.
{\displaystyle f(x)=ax\quad \Longrightarrow \quad f(\lambda x)=\lambda ax}

## 같이 보기
- Weisstein, Eric Wolfgang. “Homogeneous Function”. 《Wolfram MathWorld》 (영어). Wolfram Research.